# Pamonha
La Pamonha è una pietanza tipica del Brasile. Si presenta come un fagotto di granoturco bollito con latte, talvolta di cocco, avvolto in foglie di mais. Può essere condita con formaggio.